# Airblue
Airblue (Urdu ائیر بلو, Eigenschreibweise airblue) ist eine pakistanische Fluggesellschaft mit Sitz in Karatschi und Basis auf dem Karachi/Jinnah International Airport.

## Geschichte
Airblue wurde im Jahr 2003 vom ehemaligen pakistanischen Premierminister Shaukat Aziz gegründet und nahm am 18. Juni 2004 mit drei geleasten Airbus A320-200 den Betrieb auf. Während des ersten Jahres wurde die Fluggesellschaft so beliebt, dass sie in direkten Konkurrenzkampf mit der staatlichen Pakistan International Airlines trat. Heute ist sie mit einem Anteil von 20 % am Inlandsverkehr Pakistans zweitgrößte Fluggesellschaft.

## Flugziele
Airblue bietet neben mehreren Inlandszielen auch Flüge in den Oman, in die Vereinigten Arabischen Emirate sowie nach Saudi-Arabien an.

## Flotte

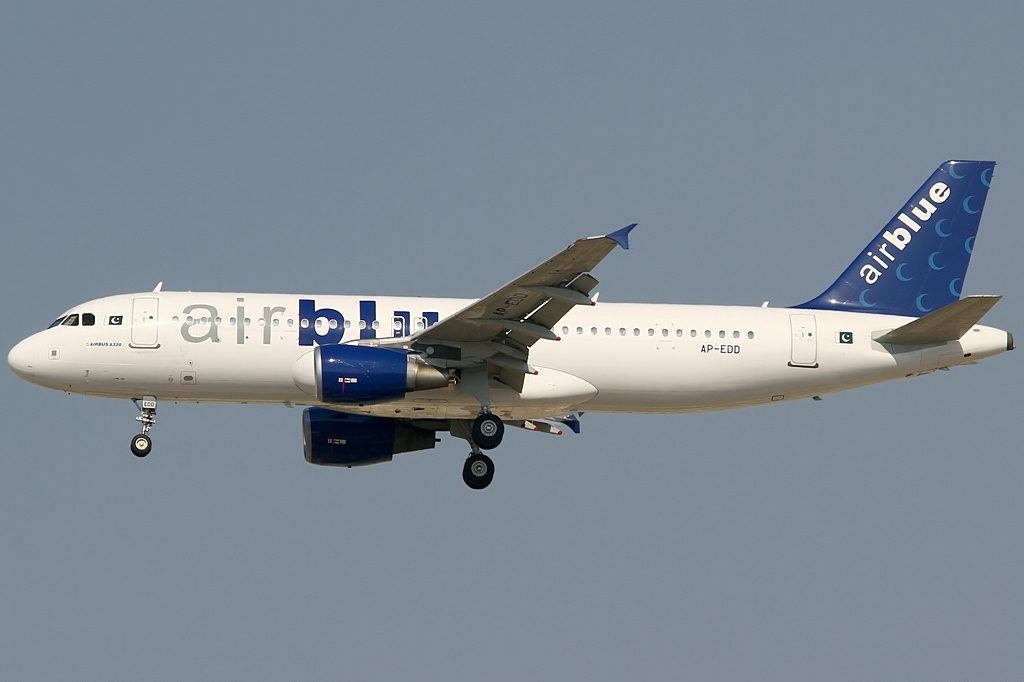
Airbus A320-200 der Airblue

Mit Stand März 2023 besteht die Flotte der Airblue aus zwölf Flugzeugen mit einem Durchschnittsalter von 8,7 Jahren:
| Flugzeugtyp     | Anzahl | bestellt | Anmerkungen                              |
| --------------- | ------ | -------- | ---------------------------------------- |
| Airbus A320-200 | 05     |          | drei mit Sharklets ausgestattet          |
| Airbus A321-200 | 07     |          | zwei inaktiv; mit Sharklets ausgestattet |
| gesamt          | 12     | -        |                                          |

### Ehemalige Flugzeugtypen
- Airbus A321neo

## Zwischenfälle
- Am 28. Juli 2010 wurde ein Airbus A321-200 (Luftfahrzeugkennzeichen AP-BJB) von Karatschi kommend beim Landeanflug auf den Benazir Bhutto International Airport in Islamabad in den Höhenzug der Margalla Hills geflogen.[4] Alle 146 Passagiere und die sechs Besatzungsmitglieder kamen dabei ums Leben. Ursache war das Fliegen eines „selbstgestrickten“ Anflugverfahrens durch den Kapitän unterhalb der Mindesthöhe. Er reagierte dabei weder auf Hinweise des Ersten Offiziers noch auf insgesamt 21 Warnungen des Bodenwarngeräts EGPWS (siehe auch Airblue-Flug 202).[5][6]